# Пут, Паул
Паул Пут (нидерл. Paul Put; родился 26 мая 1956, Мерксем, Бельгия) — бельгийский футбольный тренер.

## Биография

### Карьера игрока
В качестве футболиста Пут играл за ряд команд низших бельгийских лиг.

### Карьера тренера
В качестве главного тренера специалист руководил несколькими клубами Высшей бельгийской лиги. Это «Локерен», «Льерс» и «Мускрон». В 2005 году был участником скандала с договорными матчами, которые организовывал китайский предприниматель Е Чжэюнь, за это Пут был дисквалифицирован Бельгийской футбольной ассоциацией на три года. В 2008 году Пут возглавил национальную сборную Гамбии, с которой проработал три года. С 2012 года тренер руководит сборной Буркина-Фасо, которую он вывел в финальную стадию Кубка африканских наций 2013 года. На турнире буркинийцы под предводительством Пута сенсационно завоевали серебряные медали первенства.
В марте 2018 года подписал трёхлетний контракт с китайским клубом «Синьцзян Тяньшань Леопард». В марте 2018 года также был назначен главным тренером сборной Гвинеи.